# Vijfsluizen (métro de Rotterdam)
Vijfsluizen (en néerlandais Vijfsluizen) est une station, de la ligne C du métro de Rotterdam. Elle est située sur la Vlaardingerdijk, sur le territoire de la commune Schiedam, en limite de Flardingue, dans la région urbaine de Rotterdam aux Pays-Bas.
Mise en service en 2002, elle est desservie, depuis 2009, par les rames de la ligne C du métro.

## Situation sur le réseau

Plan du métro.

Établie en aérien, la station Vijfsluizen, de la ligne C du métro de Rotterdam, est établie entre la station Troelstralaan, en direction du terminus nord-est De Terp, et la station Pernis, en direction du terminus sud-ouest De Akkers.
Elle comporte un quai central encadré par les deux voies de la ligne.

## Histoire
La station Vijfsluizen est mise en service le 4 novembre 2002, lors de l'ouverture à l'exploitation de la section de Marconiplein à Tussenwater.
En décembre 2009, lors de la réorganisation des lignes, elle devient une station de la ligne C du métro.

## Services aux voyageurs

### Accès et accueil
La station, située en aérien, dispose d'un accès au niveau du sol. Elle est équipée, notamment, d'automates pour l'achat ou la recharge de titres de transport et d'un ascenseur pour l'accessibilité des personnes à la mobilité réduite.

### Desserte
Vijfsluizen, est desservie par les rames de la ligne C, en provenance ou à destination des terminus De Terp et De Akkers.

Installations et desserte
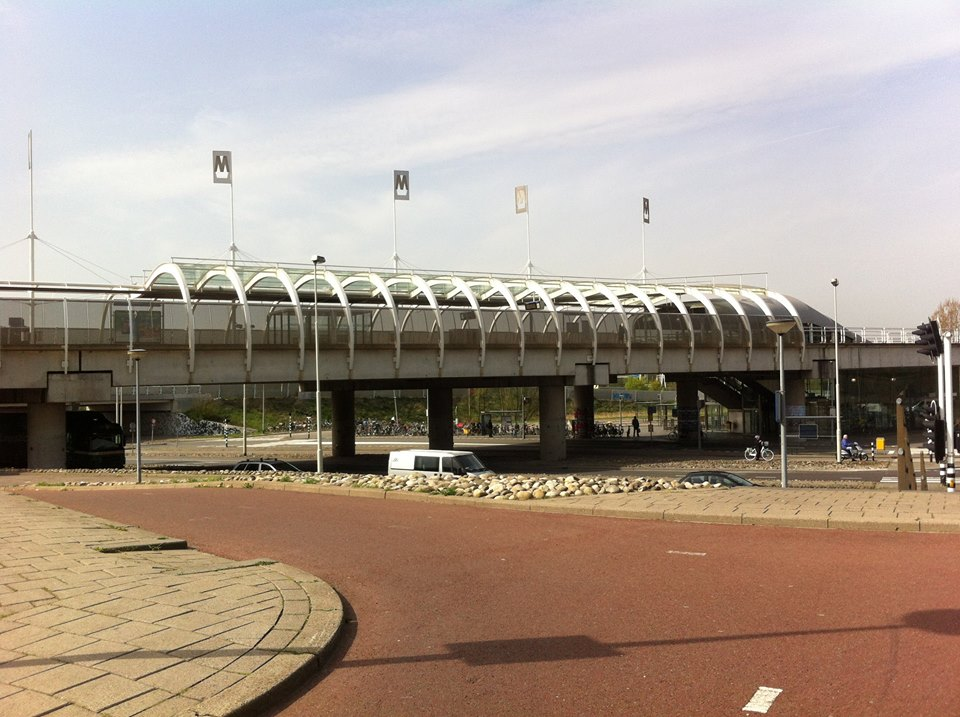
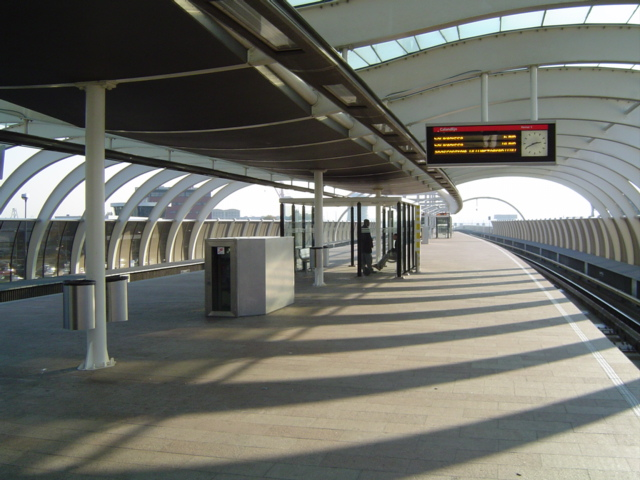
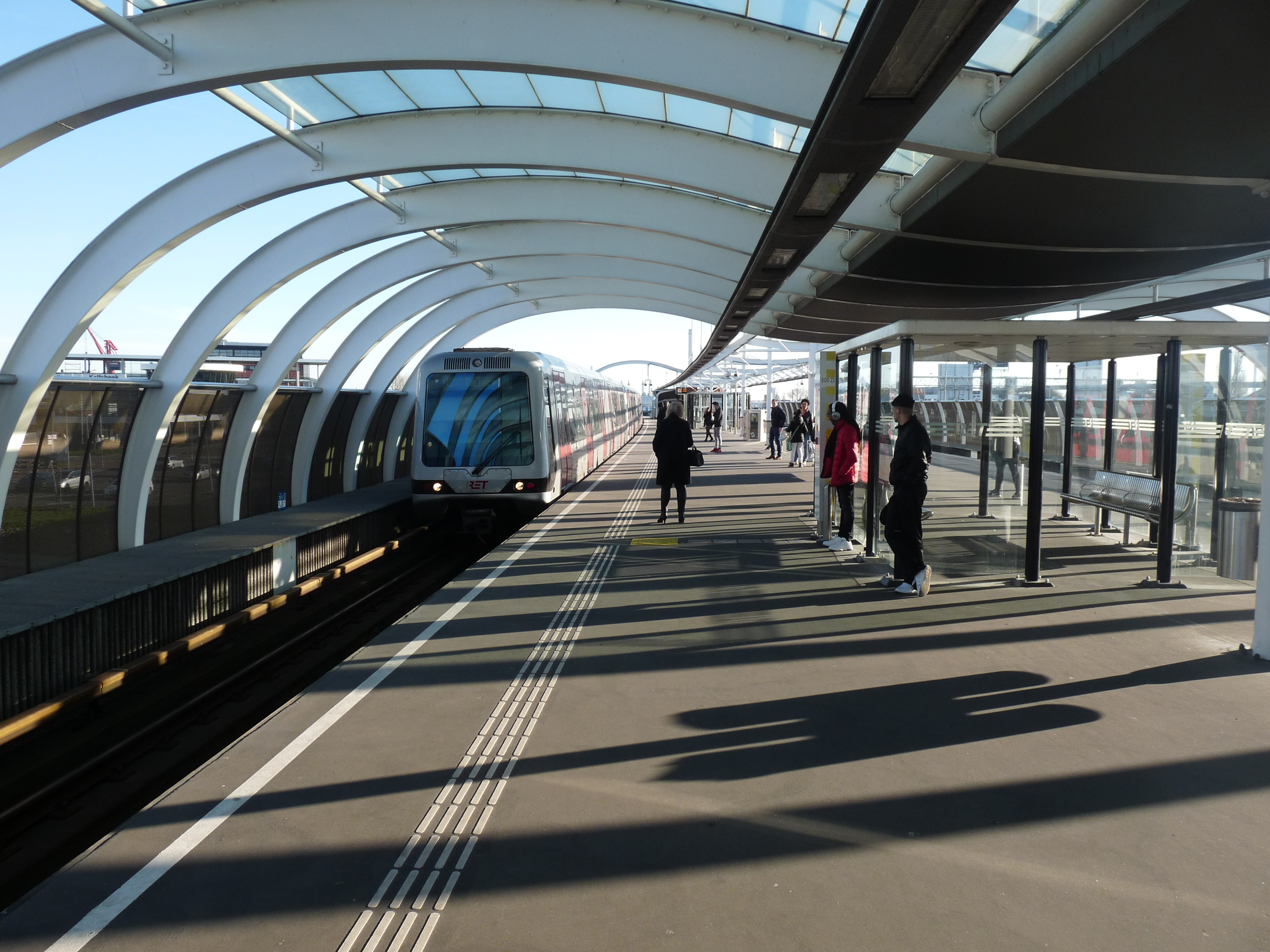

### Intermodalité
La station dispose d'un parking P+R pour les véhicules. Elle est desservie par les bus de la ligne 126, ainsi que par les bus BOB de la ligne B2.